# Ignacy Turkułł
Ignacy Turkułł (ur. w 1797 roku, zm. w 1857 roku) – nadzwyczajny radca stanu, minister sekretarz stanu Królestwa Polskiego od 1839 roku, członek Rady Państwa i Komitetu Ministrów od 1841 roku, członek Rady Administracyjnej Królestwa Kongresowego w 1856 roku, szambelan dworu królewskiego Mikołaja I Romanowa w 1830 roku, senator, prezes komisji dla ułożenia praw dla Królestwa Polskiego, tajny radca.

## Życiorys
Absolwent Uniwersytetu Wileńskiego, po krótkim urzędowaniu w Królestwie, w 1822 roku przeszedł do Petersburga, gdzie został dyrektorem kancelarii Sekretariatu Stanu Królestwa Polskiego. 

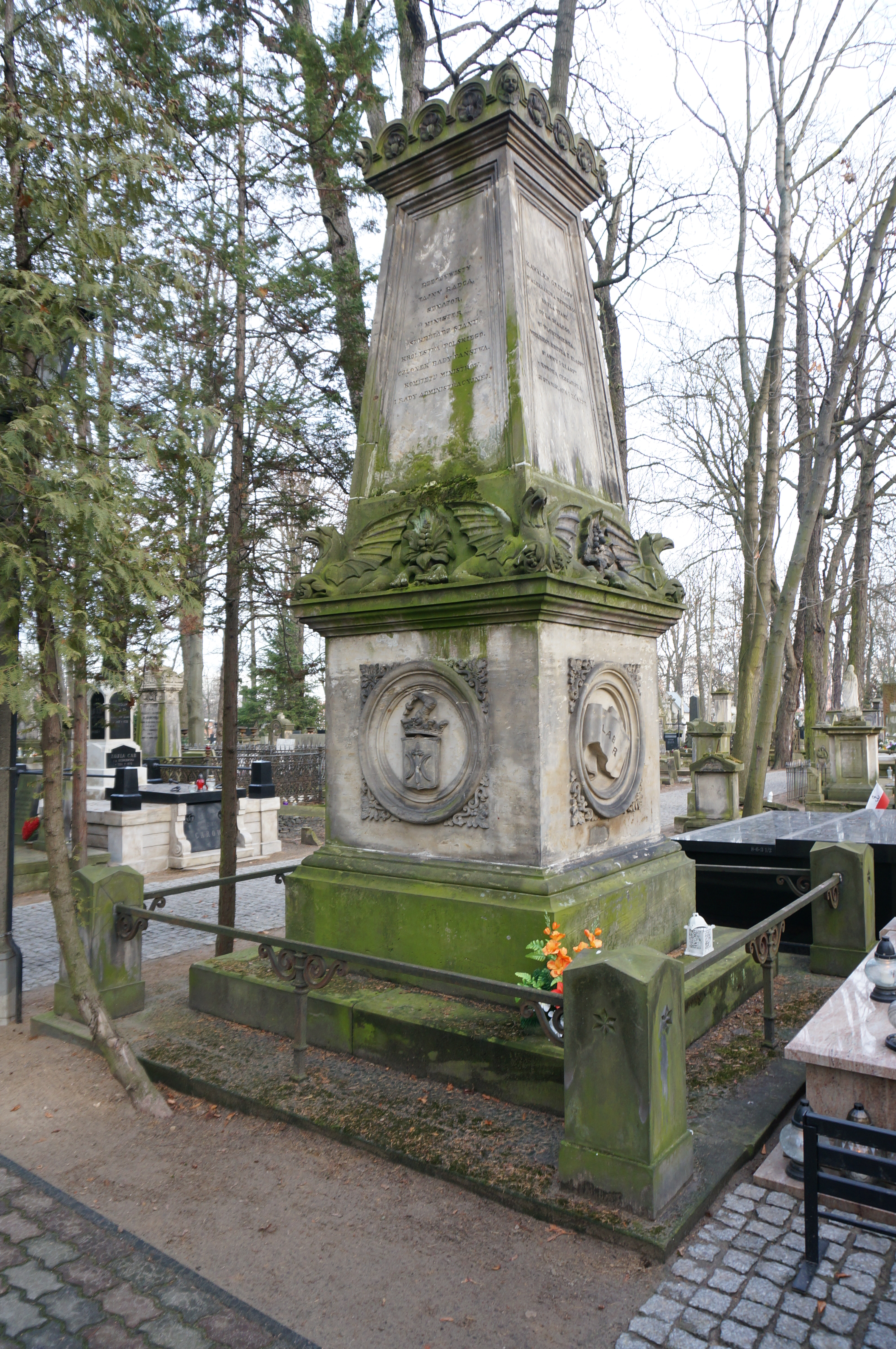
Grób Ignacego Turkułła na Cmentarzu Powązkowskim

Odznaczony Orderem św. Aleksandra Newskiego z brylantami, Orderem Orła Białego, Orderem św. Włodzimierza II klasy, Orderem św. Anny I klasy, Orderem św. Stanisława I klasy.
Został pochowany na Cmentarzu Powązkowskim (kwatera 8-8-1/2/3).